# Gravsted
Et gravsted er et sted hvor et menneske ligger begravet. Det er ofte på en kirkegård, men liget kan også blive brændt, hvorefter man vælger om man vil begrave asken eller ikke.
| Bygning eller seværdighed | Spire Denne artikel om en bygning, et bygningsværk eller en seværdighed er en spire som bør udbygges. Du er velkommen til at hjælpe Wikipedia ved at udvide den. |